# Uszchajta
Uszchajta (ros. Ушхайта) – wieś (ułus) w Rosji, w Buriacji, w rejonie kiżyngińskim. W 2010 liczyła 545 mieszkańców.